# Ijime
Ijime (苛め/虐め, littéralement « intimidation ») est un mot japonais désignant les brimades que subissent ceux qui sont exclus d'un groupe parce que différents et sont pris pour cible. Ce phénomène est non seulement très présent dans le milieu scolaire, mais également dans le milieu professionnel et la vie quotidienne. C'est le symptôme d'une société où l'individu ne peut exister qu'à travers l'appartenance à un groupe : famille, quartier, école, entreprise… D'où le besoin de gommer ses différences. Comme dit le proverbe japonais : « le clou qui dépasse appelle le coup de marteau. »
Les brimades infligées peuvent prendre diverses formes : racket, harcèlement, sévices physiques, calomnies, etc.

## Aspects sociaux et légaux
C'est une cause très importante du suicide chez les jeunes et du hikikomori (enfermement, personnes qui refusent de quitter leur chambre), parce que l'institution scolaire ferme souvent les yeux en cas d’ijime (celui-ci se déroulant rarement sous les yeux du professeur), et les victimes souffrent d'un nouveau phénomène, la perversion narcissique en groupe.
Il n'y a d'ailleurs quasiment pas de structures en place pour traiter ce problème et aider les victimes, le recours aux travailleurs sociaux parfois aux psychologues étant très mal vu dans une culture où il est important de garder la face.
En 2009, 60 913 actes de violence et 72 778 cas de harcèlement ont été recensés par le ministère japonais de l'Éducation. En 2014, 180 000 cas de harcèlement scolaire ont été comptabilisés et 225 000 cas en 2015.
Une loi relative aux mesures de lutte contre le harcèlement scolaire est entrée en vigueur en 2013, et une révision de cette loi a eu lieu en novembre 2016.

## Dans la culture japonaise
Misato dans Ki-itchi est un exemple de victime d’ijime et l'écrivain Yū Miri en a souffert durant sa scolarité. Il en est de même pour Keiko Suenobu, célèbre auteur de manga, qui a entre autres écrit et dessiné Life, Happy Tomorrow et surtout l'autobiographique Vitamine paru aux éditions Panini en France. Ces trois mangas traitent eux-mêmes de l’ijime. Ou encore mais cette fois en roman Ijimé de Huguette Perol.
Plusieurs séries télévisées japonaises (drama) parlent de ce phénomène : Life (inspiré du manga du même nom), Nobuta o produce, Watashitachi no kyōkasho, Kingyo club ou l'abordent : Great teacher Onizuka, Hana yori dango, Yamada-kun and the Seven Witches, 35 sai no Koukousei, etc.